# Basílica de Santo André do Vale
Sant'Andrea della Valle ou Basílica de Santo André Apostolo della Vale é uma basílica menor localizada no rione Sant'Eustachio de Roma, Itália. É também a sede mundial da ordem dos clérigos regulares, popularmente chamado de padres teatinos. Ela está localizada na Piazza Vidoni, no cruzamento do Corso Vittorio Emanuele II (fachada) e do Corso Rinascimento. Na praça em frente da igreja está uma fonte de Carlo Maderno que, até 1937, ficava na hoje destruída Piazza Scossacavalli, no Borgo.
O atual cardeal-presbítero do título de Santo André do Vale é Dieudonné Nzapalainga, desde 2016.
O atual reitor da Basílica se chama pe. João Marcos Boranelli, C.R. e é  o primeiro religioso teatino brasileiro a assumir este cargo  nesta Basílica.

## Exterior
Sant'Andrea foi inicialmente planejada quando Donna Costanza Piccolomini d'Aragona, duquesa de Amalfi e descendente da família do papa Pio II, deixou como herança seu palácio e a igreja adjacente de San Sebastiano, no centro de Roma, para a ordem dos teatinos com o objetivo de que fosse ali construída uma nova igreja. Como o padroeiro de Amalfi era Santo André, a igreja foi consagrada em sua homenagem. As obras começaram por volta de 1590 sob o comando de Giacomo della Porta e Pier Paolo Olivieri, patrocinados pelo cardeal Gesualdo. Com a morte deste, a direção dos trabalhos passou para o cardeal Alessandro Peretti di Montalto, sobrinho do papa Sisto V. Em 1608, bancado pela enorme doação de mais de 150 000 scudi de ouro, o trabalho recomeçou, desta vez em escala muito mais grandiosa, sob a direção principalmente de Carlo Maderno. O interior finalmente foi completado em 1650, com alguns retoques acrescentados por Francesco Grimaldi.
A fachada barroca foi construída entre 1655 e 1663 por Carlo Rainaldi e às custas do cardeal Francesco Peretti di Montalto, sobrinho de Alessandro.
Sant'Andrea della Valle tornou-se o modelo para muitas outras igrejas, como a Igreja de São Caetano, em Munique, e a Igreja de Santa Ana, em Cracóvia.

## Interior

### Cúpula
Os afrescos decorativos da cúpula de Sant'Andrea foram uma das maiores encomendas artísticas de sua época e o trabalho foi disputado por dois pupilos dos Carracci, Giovanni Lanfranco e Domenichino. Em 1608, Lanfranco havia sido escolhido pelo cardeal Alessandro, mas o papado ludovisi de Gregório XV favoreceu o bolonhês Domenichino. No final, ambos foram empregados e a pródiga decoração da cúpula por Lanfranco (terminada em 1627) criou o modelo para este tipo de decoração pelas décadas seguintes. Esta cúpula foi, por muito tempo, a terceira maior de Roma, menor apenas que a cúpula de São Pedro e do Panteão.

### Capelas do lado direito
A "Capela Ginetti", primeira à direita, foi projetada por Carlo Fontana em 1670 e o relevo esculpido em mármore branco do "Anjo Urgindo a Sagrada Família a Fugir para o Egito" (1675) é obra de Antonio Raggi. Ele esculpiu o anjo no estilo de Bernini, seu professor. Nesta capela está enterrado o cardeal Marzio Ginetti (m. 1671) e seu sobrinho, também cardeal, Giovanni Francesco Ginetti (m. 1691).
A segunda, "Capela Strozzi", abriga uma "Pietà, Lia e Raquel" (1616), cópias em bronze por Gregorio De Rossi de originais de Michelângelo, que provavelmente projetou a capela, executada por Leone Strozzi (1555–1632). Abaixo das estátuas de Lia e Raquel estão dois baixo-relevos em bronze representando "A Deposição da Cruz" e "Descida ao Limbo". Os cenotáfios em mármore negro nas paredes laterais foram construídos para a família Strozzi: cardeais Lorenzo (m. 1571), Leone (m. 1554), Pietro (m. 1558), Roberto Strozzi (m. 1566) e Maddalena Medici.

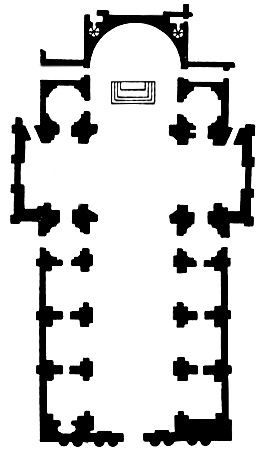
Planta da basílica.

A capela de "Nossa Senhora do Sagrado Coração" (1887–1889) foi projetada por Aristide Leonori. A pintura da Madona é de Silverio Capparoni e foi abençoada pelo papa Pio IX.
No braço direito do transepto está a "Capela de Santo André Avelino", que abriga a "Morte do Santo" (1625), de Giovanni Lanfranco, o autor do impressionante afresco "Glória do Paraíso" (1625–1628) no interior da cúpula, com as figuras dos evangelistas nas enjuntas (1621–1628) obras de seu rival, Domenichino.
No canto do braço direito do transepto estão duas capelas. A "Capela do Crucifixo" (1647) ostenta um antigo crucifixo de madeira sobre uma pintura da Madona numa mandorla. Na lateral direita está o túmulo do cardeal e santo teatino José Maria Tomasi. A outra, o "Oratório do Amor Divino", é de 1751.

### Capelas do lado esquerdo
A "Capela da Madonna della Purità" era originalmente dedicada à Sagrada Família. Em 1647, foi consagrada à Madona, padroeira dos teatinos. O altar foi consagrado em 1725 e está sobre o túmulo do mártir São Fortunato. As quatro lunetas nos arcos foram pintadas por Silvio Galimberti em 1912. A tela "Madonna della Purità" sobre o altar é uma cópia de 1647 do pintor napolitano Alessandro Francesi de um original de 1641 do pintor espanhol Luis de Morales ("Il Divino"), que está hoje na igreja San Paolo Maggiore, em Nápoles. Ela está decorada com uma auréola radiante dourada como sinal de gratidão por ter salvo a cidade da fome. Na parede esquerda da capela está o túmulo do cardeal Stoppani (m. 1774).
O braço esquerdo do transepto é dedicado a São Caetano, fundador da Ordem dos Clérigos Regulares da Divina Providência (teatinos). A peça-de-altar, "São Caetano adorando a Madona com o Menino", foi pintada em 1770 por Mattia de Mare. Já o altar propriamente dito é de 1912, obra de Cesare Bazzani. Os afrescos nas paredes laterais são de Alessio D'Elia (1770). Na frente do altar estão estátuas da "Abundância" e "Sabedoria", de Giulio Tadolini.
Sobre a entrada para a capela circular da esquerda está o túmulo do papa Pio II (1475), completada por um seguidor de Andrea Bregno em 1615.
A terceira capela à esquerda está dedicada a São Sebastião e está decorada com pinturas de Martinucci de 1869. A peça-de-altar, "São Sebastião", é de Giovanni de' Vecchi (1614).
A capela "Rucellai o Dei Beati" foi projetada em 1610 por Matteo Castelli de Melide, um parente da família de Borromini. A peça-de-altar, atribuída ao pintor siciliano Francesco Manno (1754–1831), representa os três beatos teatinos: Marinoni, Burali D'Arezzo e Tomasi. Na parede direita está uma tela de Cristoforo Roncalli (Pomarancio),  "O Arcanjo Gabriel na presença do Pai Eterno". Pomarancio também pintou "O Arcanjo Rafael e Tobias, o Velho" na parede esquerda e o afresco no interior da cúpula. As outras pinturas são de Ambrogio Buonvicino, sobre "Anjos em Glória". Na parede esquerda está o monumento funerário, em mármore negro, de Orazio Rucellai (1604–1673) e o túmulo de Giovanni della Casa, autor de "Il Galateo". Na parede direita está o túmulo de Annibale Rucellai (m. 1601), bispo de Carcassonne, na França.
A última capela na esquerda é a "Capela Barberini", encomendada pelo cardeal Maffeo Barberini (futuro papa Urbano VIII) a Matteo Castelli di Melide em 1616. A peça-de-altar, "Assunção" (instalada entre quatro colunas coríntias de mármore rosa), e as pinturas "Visitação" e "Lúcia recupera o corpo de São Sebastião" são de Domenico Cresti ("Il Passignano"). À esquerda, no nicho mais distante, está "São João Batista" (1616), de Pietro Bernini, o pai de Gianlorenzo Bernini, e, no mais próximo à direita, Santa Marta, de Francesco Mochi (1629), que é significativamente maior que as outras três esculturas.

### Abside
A decoração da abside é de Alessandro Algardi. Na semicúpula estão "História de Santo André" e "Virtudes", afrescos de Domenichino. Nas paredes, três afrescos sobre a vida de Santo André, "Crucificação", "Martírio" e "Sepultamento", todos de Mattia Preti (1650–1651) e encomendados por Olimpia, cunhada do papa Inocêncio X.

### Outras obras
Sant'Andrea abriga os cenotáfios dos papas Pio II e Pio III, que estão enterrados na igreja.
O primeiro ato da ópera "Tosca", de Puccini, se passa em Sant'Andrea della Valle, Porém, a "Cappella Attavanti" não existe.

## Galeria

Imagens da igreja
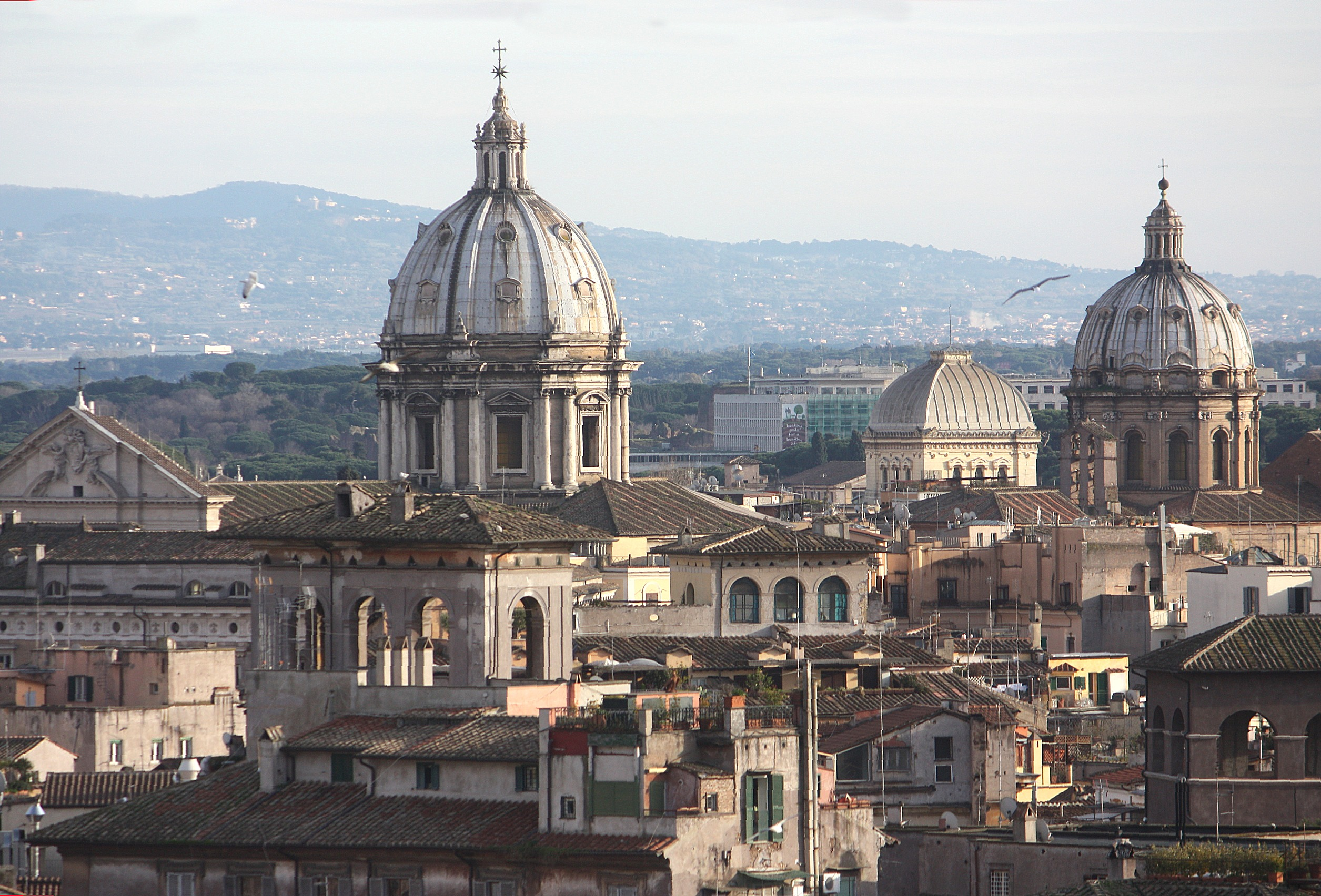
Sant'Andrea della Valle e Santissima Trinità dei Pellegrini vistas do Castel Sant'Angelo
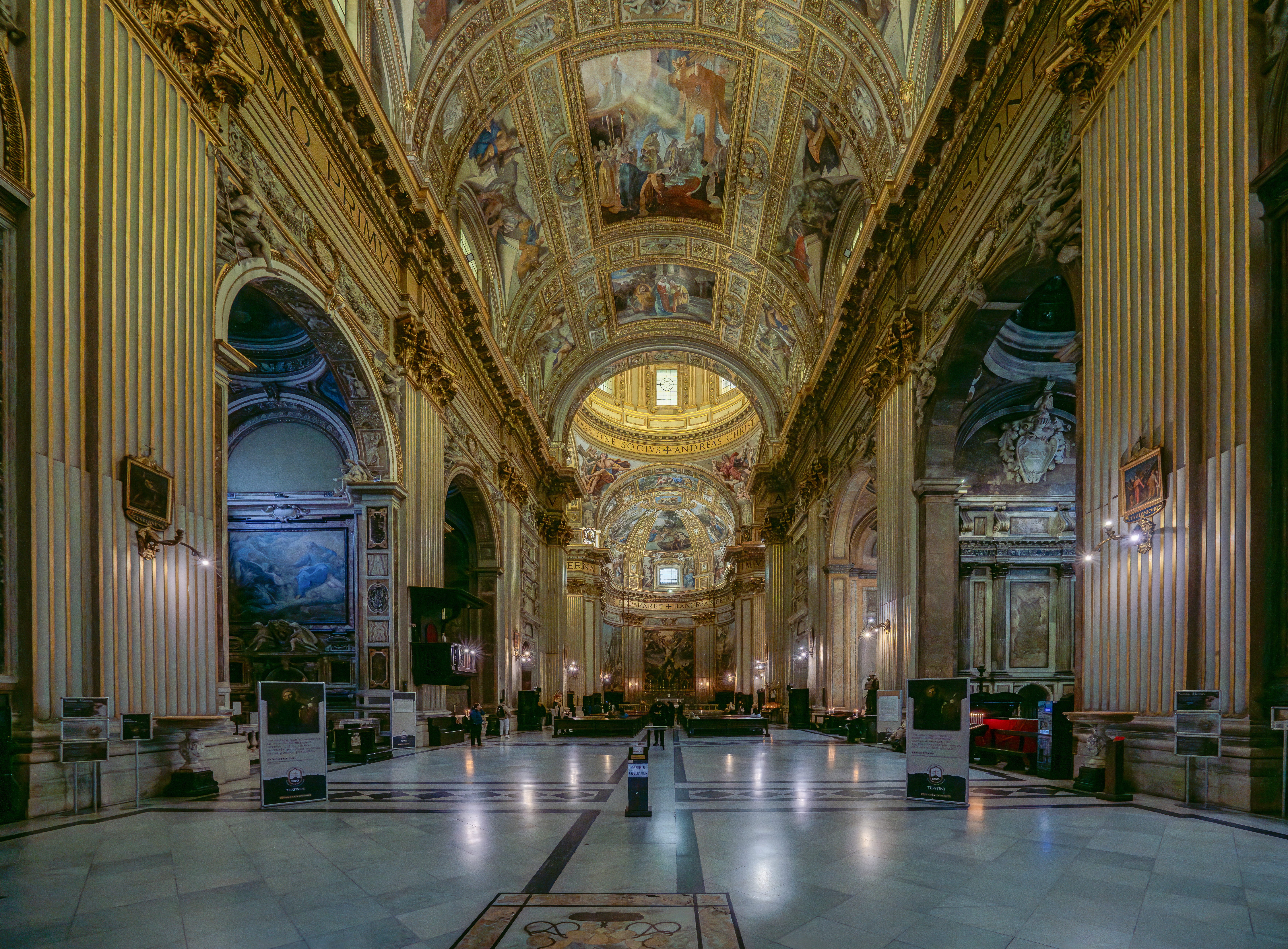
Vista do interior
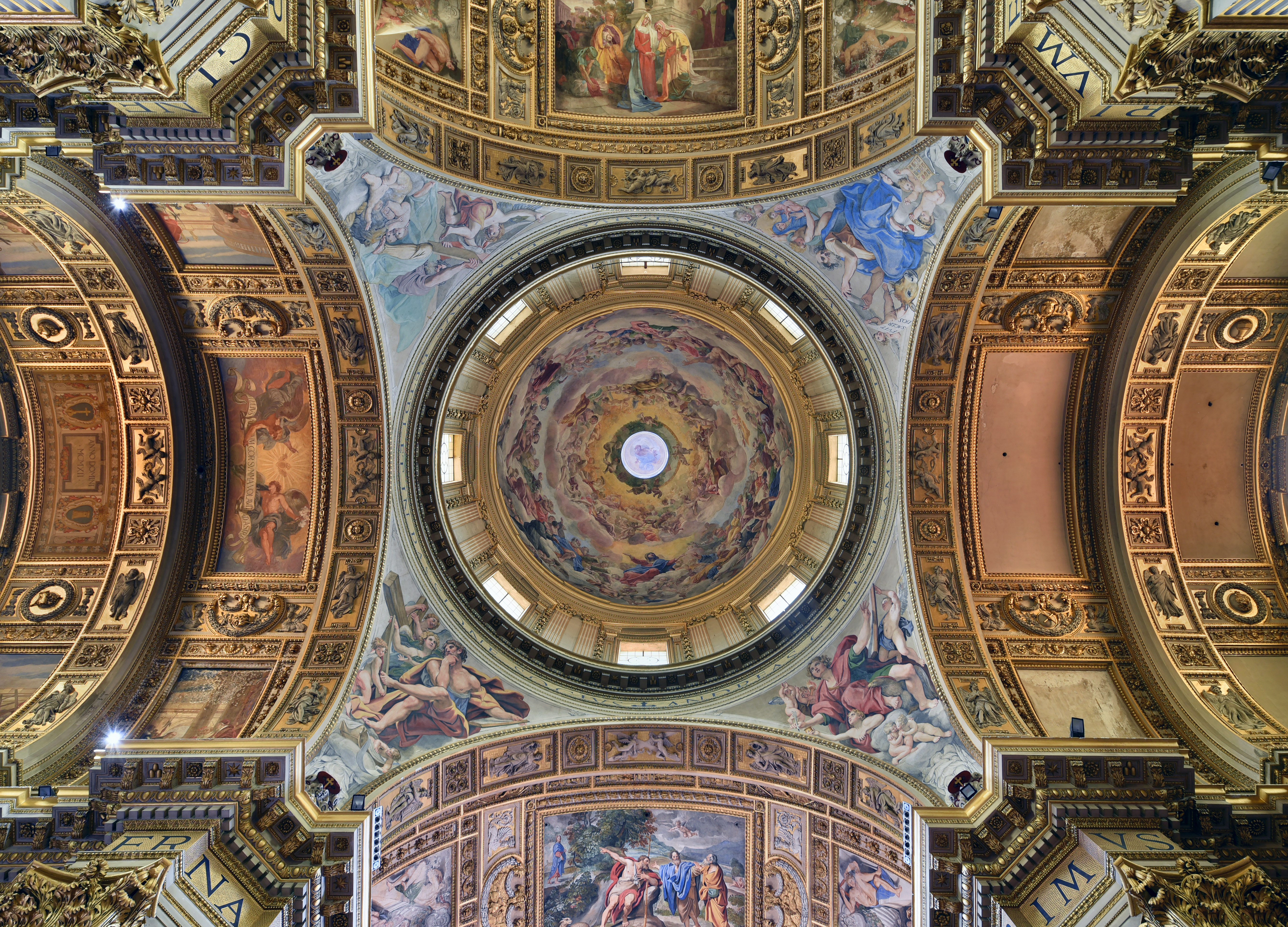
Interior da cúpula e os quatro pendículos
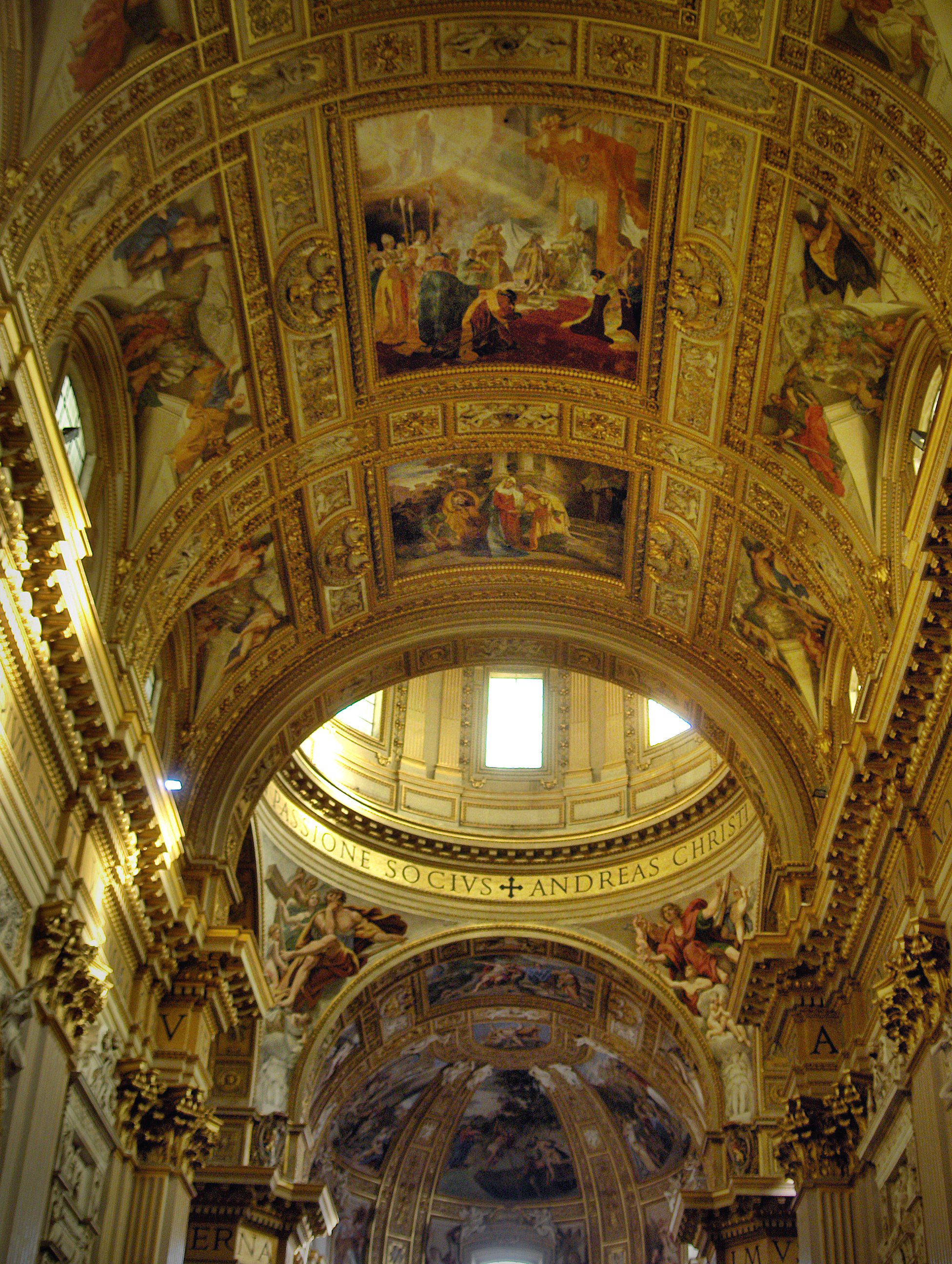
Vista do teto e do cruzeiro
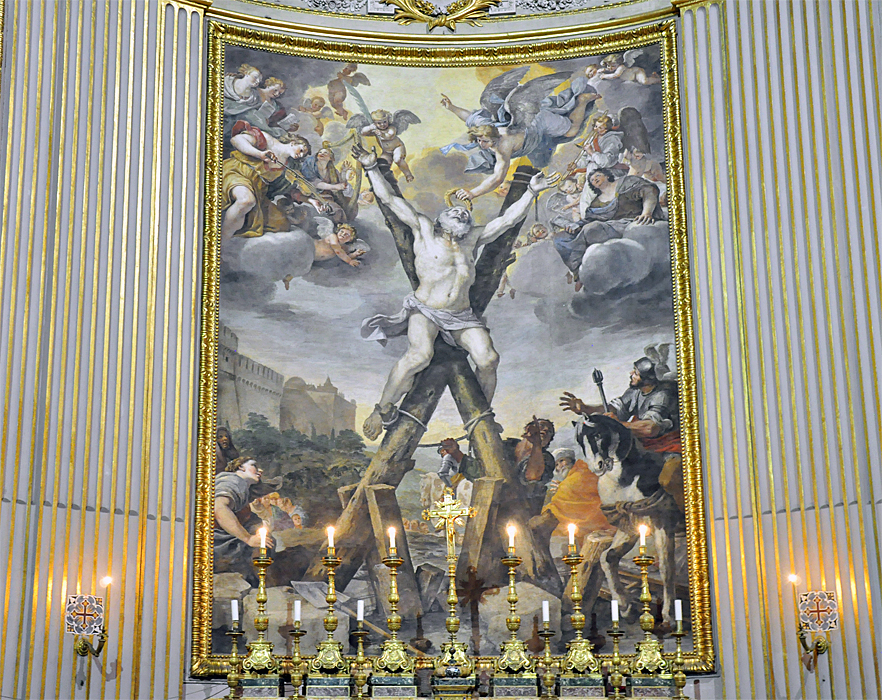
Crucificação de Santo André, de Mattia Preti
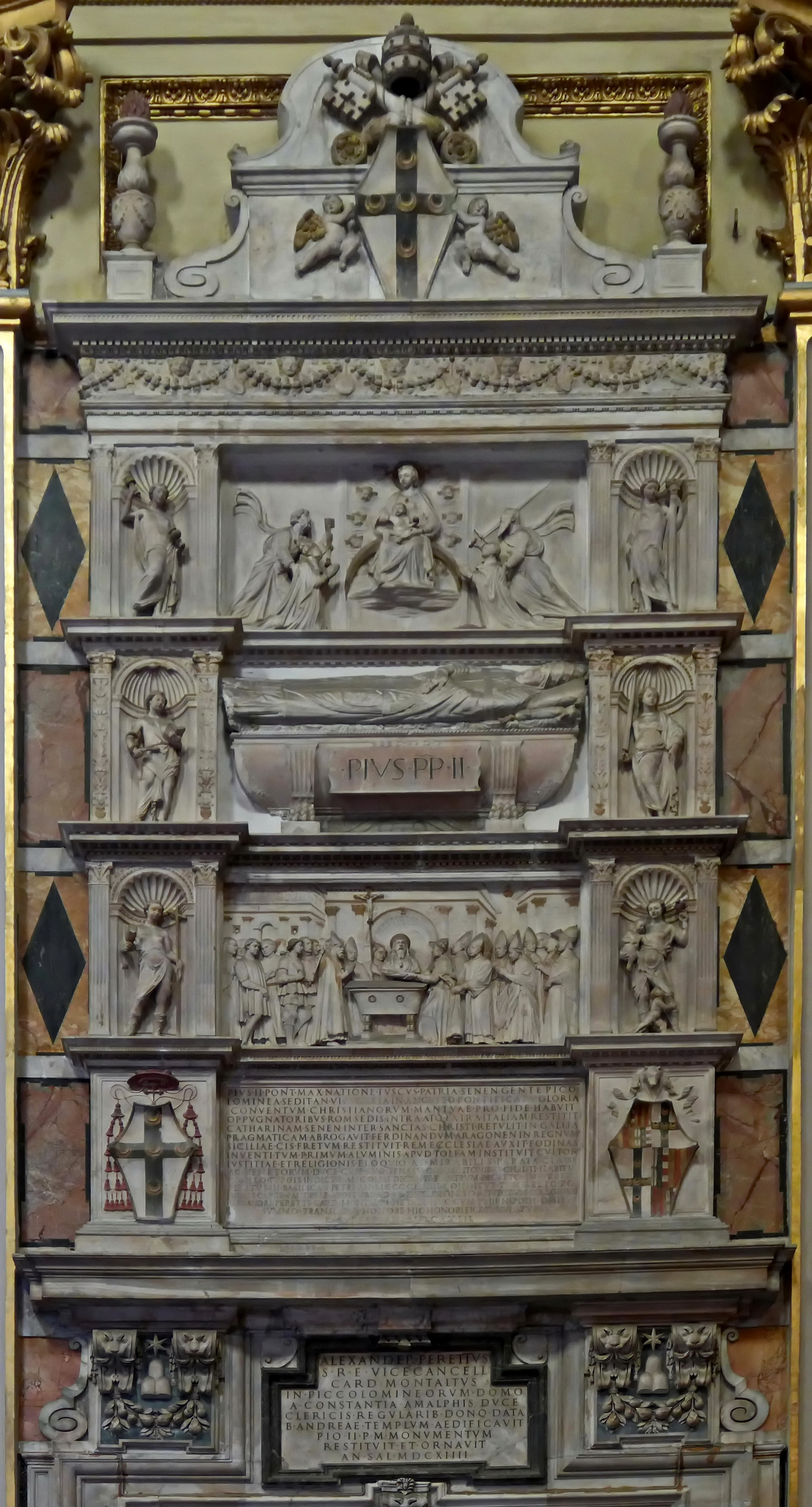
Túmulo do papa Pio II